# Mittiträsket (Sorsele socken, Lappland, 726205-159386)
Mittiträsket är en sjö i Sorsele kommun i Lappland och ingår i Umeälvens huvudavrinningsområde. Sjön har en area på 1,32 kvadratkilometer och ligger 338 meter över havet. Sjön avvattnas av vattendraget Gargån.

## Delavrinningsområde
Mittiträsket ingår i det delavrinningsområde (726334-159365) som SMHI kallar för Utloppet av Mittiträsket. Medelhöjden är 341 meter över havet och ytan är 3,4 kvadratkilometer. Räknas de 42 avrinningsområdena uppströms in blir den ackumulerade arean 470,37 kvadratkilometer. Gargån som avvattnar avrinningsområdet har biflödesordning 3, vilket innebär att vattnet flödar genom totalt 3 vattendrag innan det når havet efter 282 kilometer. Avrinningsområdet består mestadels av skog (60 procent). Avrinningsområdet har 1,31 kvadratkilometer vattenytor vilket ger det en sjöprocent på 38,7 procent.